# Microplus nemoralis
Microplus nemoralis är en skalbaggsart som beskrevs av Hermann Burmeister 1844. Microplus nemoralis ingår i släktet Microplus och familjen Melolonthidae. Inga underarter finns listade i Catalogue of Life.